# Mordejai Shlomo Friedman
Mordejai Schlomo Friedman (Boiany; Imperio austrohúngaro, 15 de octubre de 1891 - Nueva York; Estados Unidos, 2 de marzo de 1971), fue un rabino estadounidense y fue el Rebe de Boyan en la ciudad de Nueva York.

## Biografía
Mordejai Shlomo Friedman nació en Boiany, en Ucrania en 1891, era el hijo menor del primer Rebe de Boyan, el Rabino Yitzchok Friedman. Su bisabuelo fue el Rabino Israel Friedman (1797–1850). Cuando estalló la Primera Guerra Mundial, el Rabino Mordejai Shlomo huyó a Viena con su familia. Después de la muerte de su padre en 1917, permaneció en Viena hasta la muerte de su madre en 1922 y luego se mudó a Nueva York en 1927 con su esposa y sus tres hijos. Se convirtió en uno de los primeros Rebes jasídicos en establecerse en América del Norte. En las circunstancias espirituales y financieras más difíciles, con su personalidad cautivadora, pudo unir no solo a los jasidim de Rizhin, sino también a los judíos asimilados. El Rebe ocupó diversos cargos de liderazgo en varias organizaciones ortodoxas como Agudath Israel de América y Vaad Hatzalah, y también participó en la marcha de rabinos que tuvo lugar en Washington D. C. en octubre de 1943, para llamar la atención del presidente Roosevelt sobre el sufrimiento de los judíos en Europa. Después del final de la Segunda Guerra Mundial, el Rebe se ocupó del bienestar físico y mental de los sobrevivientes del Holocausto y colocó la primera piedra para el nuevo centro de estudio de la Torá de Rizhin en la ciudad santa de Jerusalén, durante un viaje a Eretz Israel que tuvo lugar en 1953.